# Día Internacional del Hombre
El Día Internacional del Hombre se conmemora cada 19 de noviembre. Fue establecido en 1992 en Estados Unidos por Thomas Oaster,director del Centro de Estudios Masculinos en la Universidad de Misuri-Kansas City y popularizado desde el año 1999, cuando comenzó a conmemorarse internacionalmentecon el objetivo de abordar temas como la salud masculina, resaltar el papel positivo y las contribuciones que realizan los hombres en su entorno y en la sociedad, promover la igualdad de género, la paz, la no violencia, la equidad, la tolerancia y el entendimiento.
Ingeborg Breines, directora del programa Mujeres y Cultura de Paz de la Organización de las Naciones Unidas para la Educación, la Ciencia y la Cultura, apoyó la iniciativa de elegir un día internacional para el varón, y la consideró «una excelente idea que proporcionará un poco de equilibrio entre ambos géneros» recomendando los materiales sobre roles masculinos y masculinidad publicados por la organización. También la Organización Panamericana de la Salud (OPS), lo tiene en cuenta señalando las necesidades específicas en materia sanitaria de varones adultos y niños.
La Organización Mundial de la Salud considera que debe incluirse la brecha de salud de varones adultos y niños en la agenda global de equidad en salud y apunta que "aunque en el siglo XXI (en algunos países) los hombres sigan disfrutando de más ventajas que las mujeres, esto no se traduce en mejores resultados de salud para ellos".La menor esperanza de vida de los varones, señala la organización, está reflejada por varios factores: mayores niveles de exposición ocupacional a peligros físicos y químicos, comportamientos asociados con las normas masculinas de asunción de riesgos y aventuras o paradigmas de hábitos insanos relacionados con la masculinidad.  También recuerda que según algunos informes «los hombres tienen menos probabilidades de visitar al médico cuando están enfermos y, cuando lo visitan, es menos probable que informen sobre los síntomas de una enfermedad o dolencia».
El Día Internacional del Hombre no está exento de críticas y tiene un nivel de reconocimiento mucho menor que el Día de la Mujer.

## Objetivos
El Comité Directivo del Día Internacional del Hombre de 2008-2009 integrado por cinco miembros, entre ellos el doctor Teelucksingh debatieron y ratificaron seis objetivos del Día Internacional del Hombre, con la idea de proteger sus valores centrales y ofrecer un punto de referencia fiable para los futuros celebrantes.
Los «seis pilares» del Día Internacional del Hombre son:
- Promover modelos masculinos positivos; no solamente estrellas de cine y deportistas, sino también hombres de la vida cotidiana, de clase trabajadora, que viven vidas dignas y honradas.
- Celebrar las contribuciones positivas de los hombres a la sociedad; al entorno, a la familia, al matrimonio, a la economía, al cuidado de los niños y el medio ambiente.
- Centrarse en la salud y el bienestar de los varones; en lo social, emocional, físico y espiritual.
- Mejorar las relaciones interpersonales de género y promover la igualdad de género.
- Destacar la discriminación hacia los hombres; en áreas de servicios sociales, actitudes sociales, expectativas y la ley.
- Crear un mundo más seguro y mejor, donde la gente puede estar segura y crecer para alcanzar su pleno potencial.[44]

## Temas anuales
Además de los principales objetivos generales conocidos como los «6 pilares», cada año se determina alguna temática particular. Desde el año 2011, y con el fin de unificar criterios entre todos los participantes, la coordinación del evento sugiere temas y objetivos globales que han sido los siguientes:
| Año         | Tema                                                 | Objetivos |
| ----------- | ---------------------------------------------------- | --- |
| 2011        | Niños                                                | Ofrecer a los niños la mejor infancia. |
| 2012        | Salud                                                | Ayudar a hombres y niños a vivir una vida mejor, más larga y feliz. Este tema se adoptó a propuesta del Dr. Jerome Teelucksingh teniendo en cuenta los datos publicados por la Organización Mundial de la Salud (OMS) que muestran que cada año del más de medio millón de personas que muere a causa de violencia, 83 % son varones niños o adultos. También se registra entre la población masculina, elevados porcentajes de enfermedad mental, discapacidad y muerte temprana a causa de la violencia. |
| 2013        | Mantener a salvo a hombres y niños                   | Luchar contra el suicidio masculino y la tolerancia de la violencia contra varones adultos o niños. Aumentar la esperanza de vida de los varones al evitar enfermedades prevenibles. |
| 2014        | Trabajando juntos por los varones y niños            | Principalmente se busca mayor cooperación para afrontar temas que afectan a hombres y niños de todo el mundo, tales como menor esperanza de vida, alta tasa de suicidio de la población masculina y la tolerancia social a la violencia contra los varones. |
| 2015        | Expandir las opciones de los varones en reproducción | Discutir y explorar las problemáticas y opciones que los hombres tienen el área de la reproducción (métodos de control de natalidad, test de paternidad, etc.), salud sexual y prácticas sexuales saludables. |
| 2016        | Detener el suicidio masculino                        | Datos recientes de la Organización Mundial de la Salud (OMS) muestran que los varones mueren, en promedio, 5 años antes que las mujeres. Parte de esa menor esperanza de vida se explica porque, globalmente, tres varones se quitan la vida por cada mujer. En Rusia, la proporción llega a ser de seis varones por cada mujer. El suicidio masculino se ha transformado en una "epidemia silenciosa" por la falta de concienciación y esfuerzos para prevenirla. |
| 2017        | Homenajear a hombres y niños                         | Se busca llamar la atención sobre aquellos problemas que afectan de forma negativa principalmente la vida de los varones, como accidentes laborales, heridas y muertes en combate, entre otras. |
| 2018        | Marcar una diferencia para los varones y niños       | Durante ambos años se mantiene el foco en apuntalar varias temáticas englobadas dentro de la premisa "Hacer una diferencia" y "Darle a los hombres y niños mejores oportunidades de vida" al abordar algunos de los problemas que afectan a varones y niños, como: La alta tasa de suicidio masculino; Los desafíos en todas las etapas de la educación, incluido el bajo rendimiento; La menor esperanza de vida en varones y muertes en el lugar de trabajo; Los desafíos que enfrentan los hombres y niños más marginados de la sociedad (por ejemplo, los hombres sin hogar, los niños bajo cuidado y la alta tasa de muertes de hombres bajo custodia); Abuso sexual, violación, explotación sexual, abuso doméstico, matrimonio forzado, fraude de paternidad, crimen de honor, acecho y esclavitud. |
| 2019 - 2020 | Mejor salud para hombres y niños                     | El objetivo es realizar mejoras tanto en las prácticas de salud como de bienestar de la población masculina. Se ha tenido en cuenta: Que la expectativa de vida de los varones es 6 años menor a la de las mujeres a nivel global, según datos de la Organización Mundial de la Salud (OMS) y principalmente por causas prevenibles; Que los varones son las víctimas del 95% de los accidentes fatales en el ámbito laboral; y la gran cantidad de suicidios masculinos a nivel global. |
| 2021        | Mejores relaciones entre hombres y mujeres           | En Australia, y ante los informes sobre la salud del varón presentados por la Australian Men’s Health Forum, se decidió hacer foco en la salud mental de los varones. |
| 2022        | Ayudar a los varones y a los niños                   | En Australia, el tema fue "celebrar el compañerismo". |
| 2023        | Suicidio masculino cero                              | Con el objetivo de visibilizar la problemática del suicidio masculino que globalmente, llega a duplicar al de las mujeres. |

## Eventos relacionados
A partir de la consigna del DIH y durante todo noviembre, se conmemora y llevan adelante diversos eventos relacionados con la temática. De hecho, los creadores del DIH lo conciben como enlazado con el Día del Niño (20 de noviembre), por la importancia del rol masculino en la crianza de los niños.
Algunos de los eventos han sido movidos a otras fechas para no superponer gran cantidad de ellos en países que llevan adelante varios eventos en esas fechas, como en el caso de la Semana Internacional de la Salud del Varón, que se realiza durante junio en Australia, Brasil, Canadá, Estados Unidos, Nueva Zelanda y varios países de Europa, entre otros.
Dentro de los eventos que se realizan durante noviembre, pueden destacarse el BAM (Being A Man), por ser uno de los primeros eventos masivos en tratar ampliamente la temática de género desde el punto de vista del varón y el Movember, por estar ampliamente difundido en el mundo, a la vez que el primer y más importante evento dedicado a la salud física y mental de los varones.

### Movember

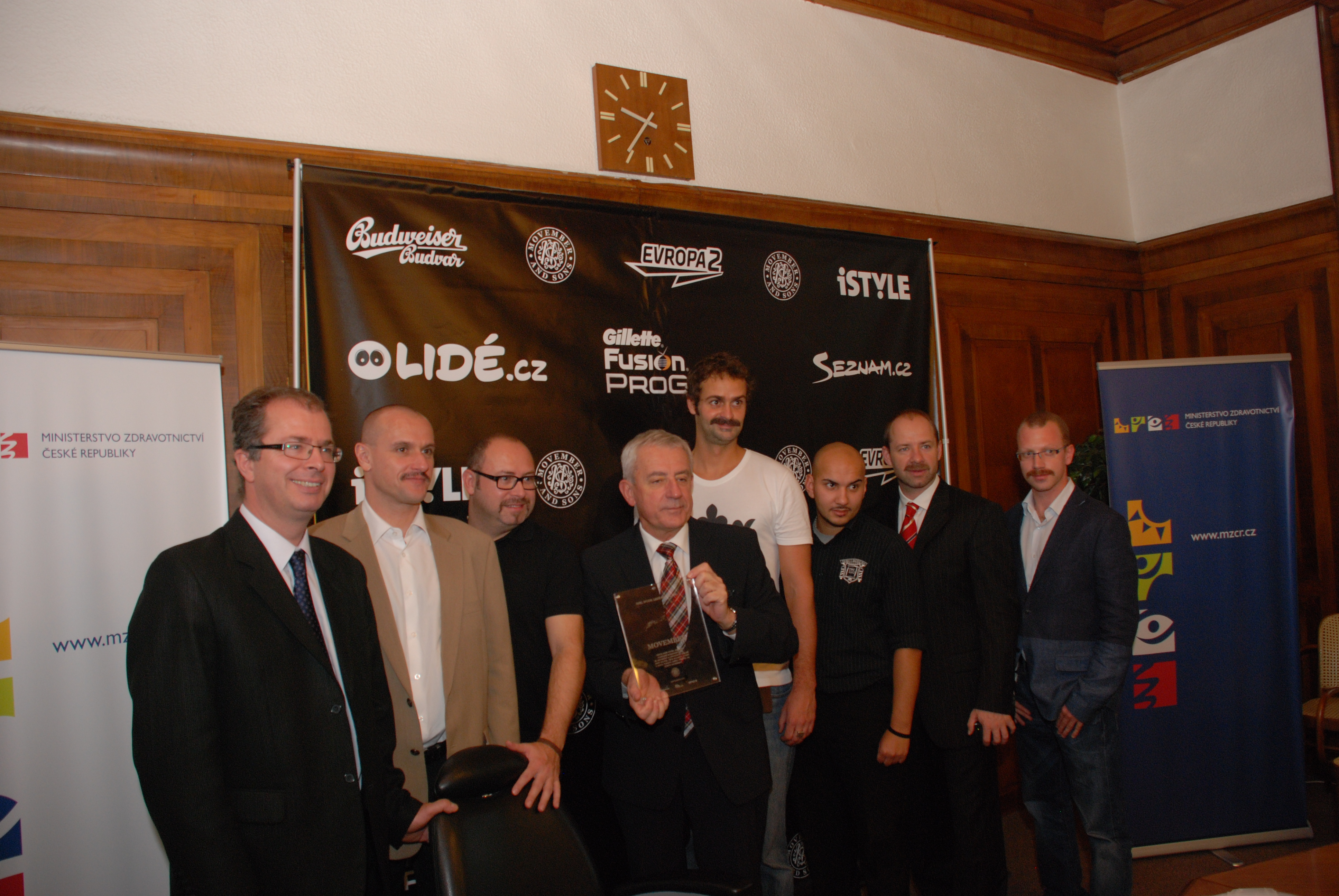
Leoš Heger, Ministro de Salud de República Checa, apoyando un evento Movember.

La celebración del Día Internacional del Hombre se entrelaza con el 'Movember', un evento mundial que se desarrolla durante todo el mes de noviembre, con el objetivo de crear conciencia sobre temas de salud de los varones (uno de los puntos centrales del DIH).
Durante ese mes se alienta a que los varones se dejen crecer el bigote, con el fin de difundir el mensaje y así ayudar a concienciar sobre salud masculina; principalmente sobre cáncer de próstata y su prevención, de testículo y la depresión en el varón. También se recaudan fondos que se dedican a la investigación de estas enfermedades y campañas que buscan suplir la ausencia de campañas oficiales de tamaño relevante que sean financiadas por parte de entidades estatales.

## Críticas
La celebración del Día del Hombre ha recibido críticas de la opinión pública por ser innecesaria y el hecho de ser creada para ser un análogo del Día de la Mujer, afirmándose que esta fecha pretende llamar la atención sobre la opresión sistemática que enfrentan las mujeres debido al patriarcado. También se argumenta que este día tendría sentido si los varones hubiesen estado en desventaja de forma sistemática en razón de sexo. Algunos sectores incluso hacen mención de que no solo hay "un día de la mujer", sino que los demás días "son días del varón".
Por el contrario, algunos de sus defensores dicen que esta fecha puede usarse para ayudar a las víctimas masculinas de violencia y abuso sexual, reivindicar ciertos derechos, apoyar a aquellos varones que no encajan en los roles de género rígidos y sobre todo, para combatir la denominada masculinidad tóxica, un término utilizado para señalar aquellos comportamientos que afectan particularmente a los propios varones.

## Galería

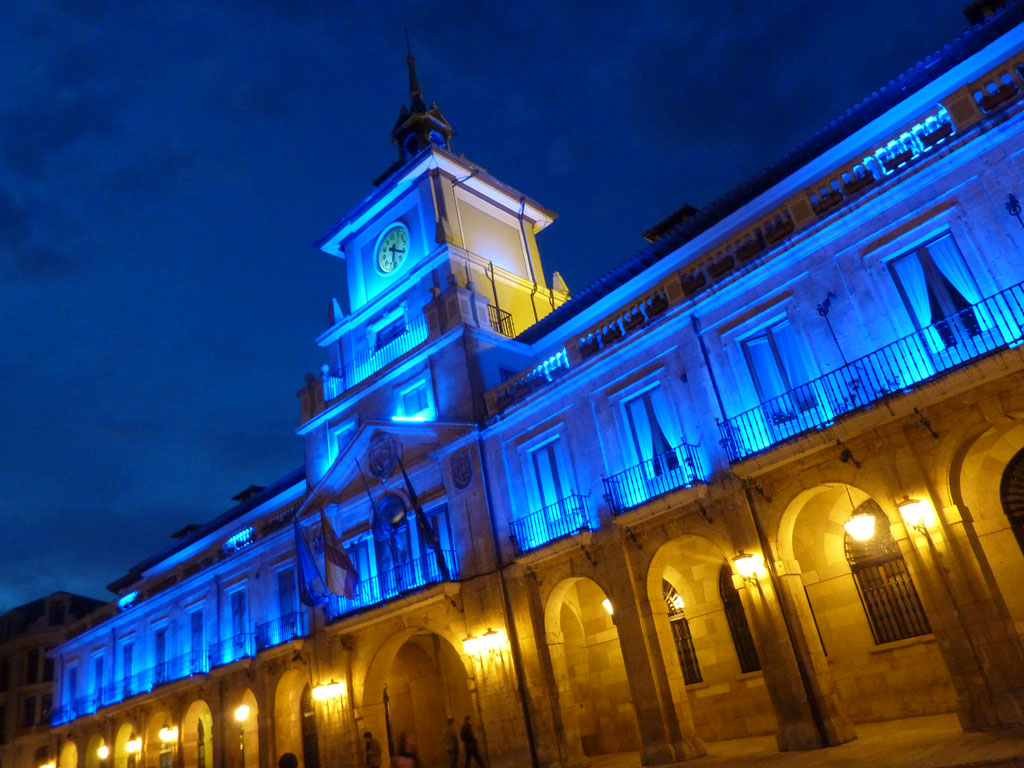
Ayuntamiento de Oviedo, España iluminado de azul durante noviembre, 2011.
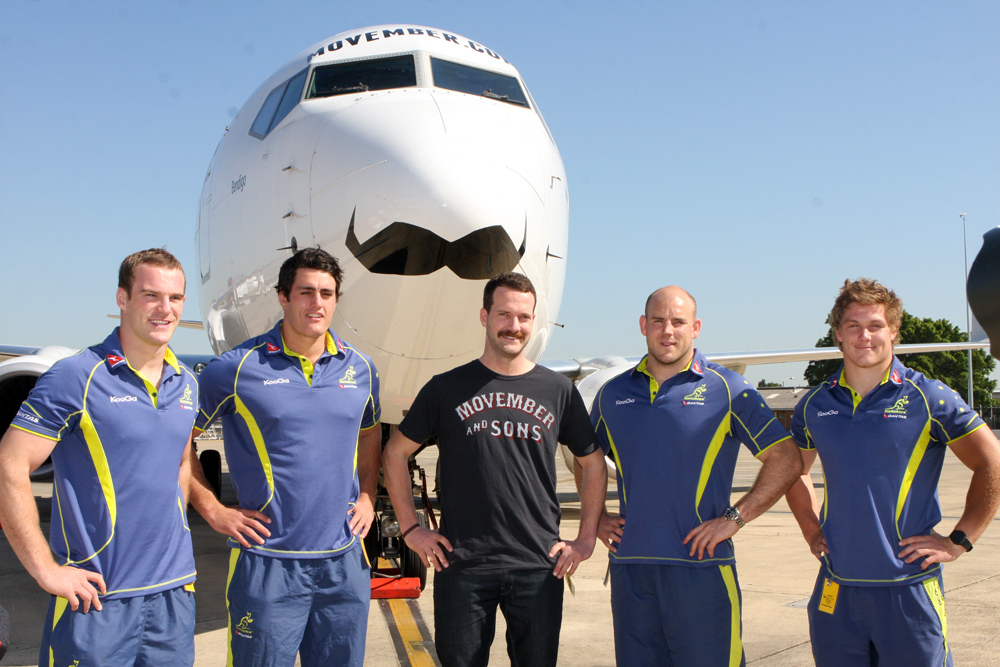
La Selección de rugby de Australia promociona un avión Boeing 737-800 con un bigote para concienciar sobre la salud masculina en noviembre; Australia, 2012.
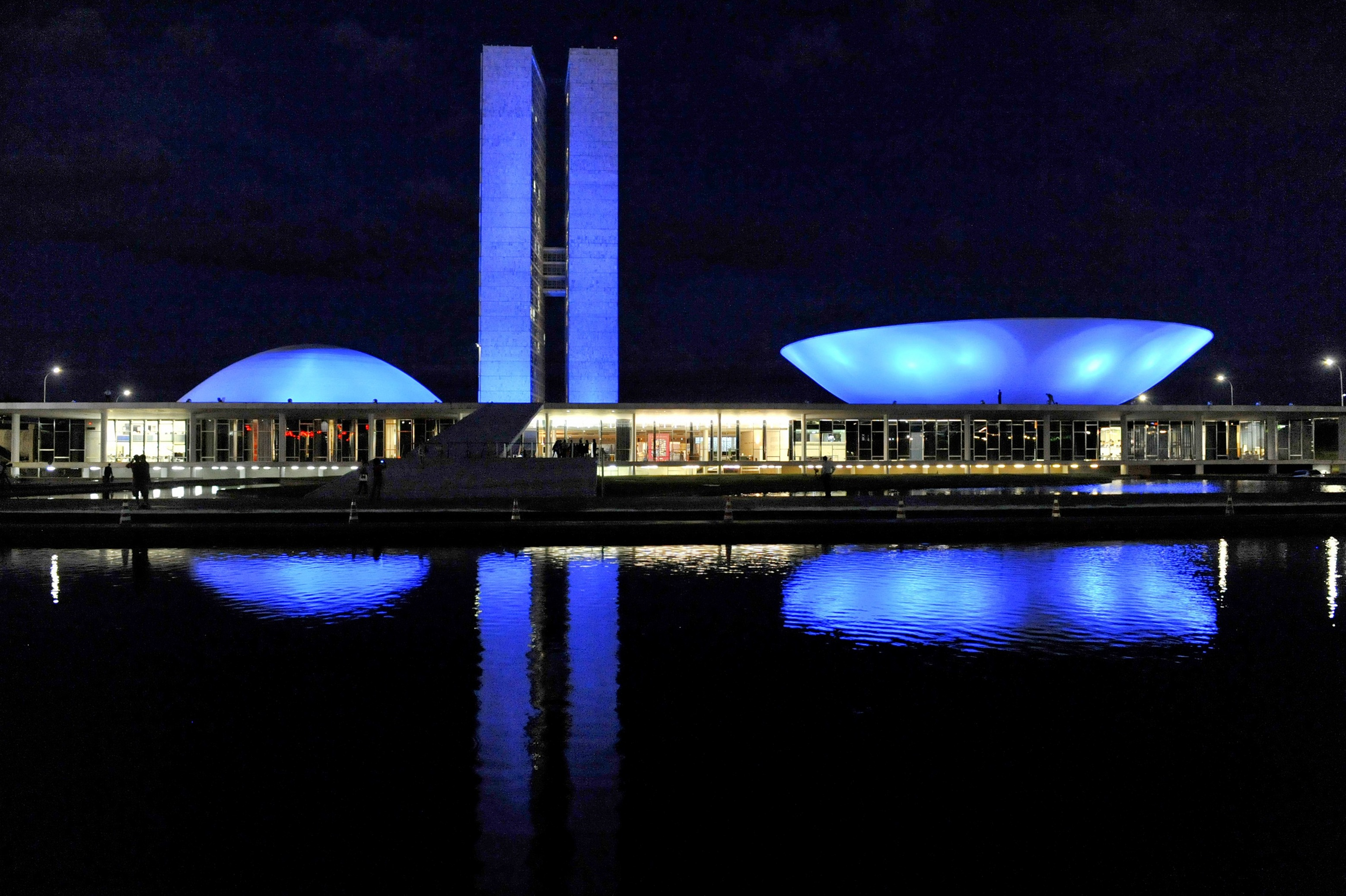
Congreso Nacional del Brasil iluminado de azul durante noviembre; Brasil, 2014.
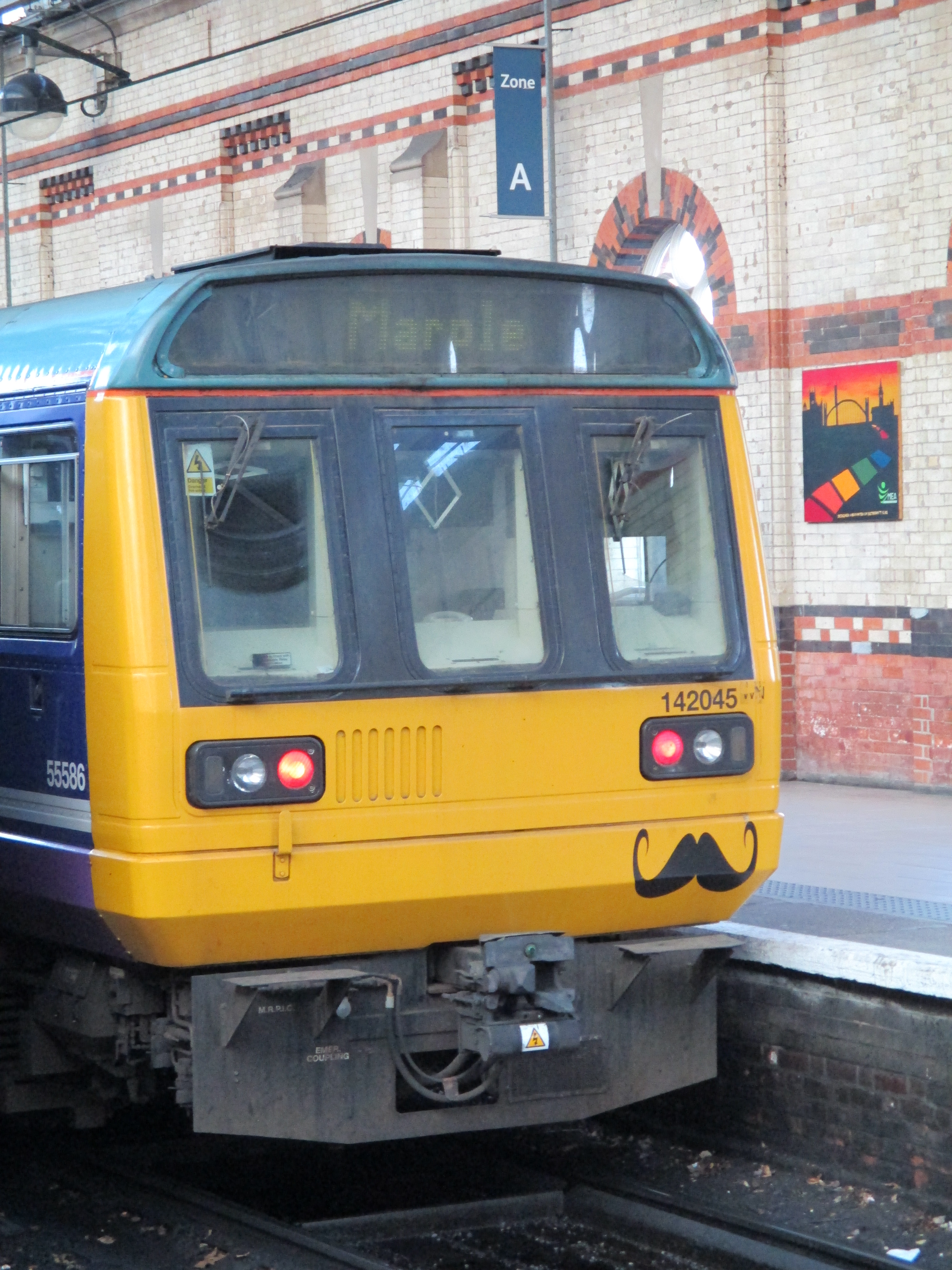
Tren en Manchester con un bigote durante noviembre; Reino Unido, 2014.
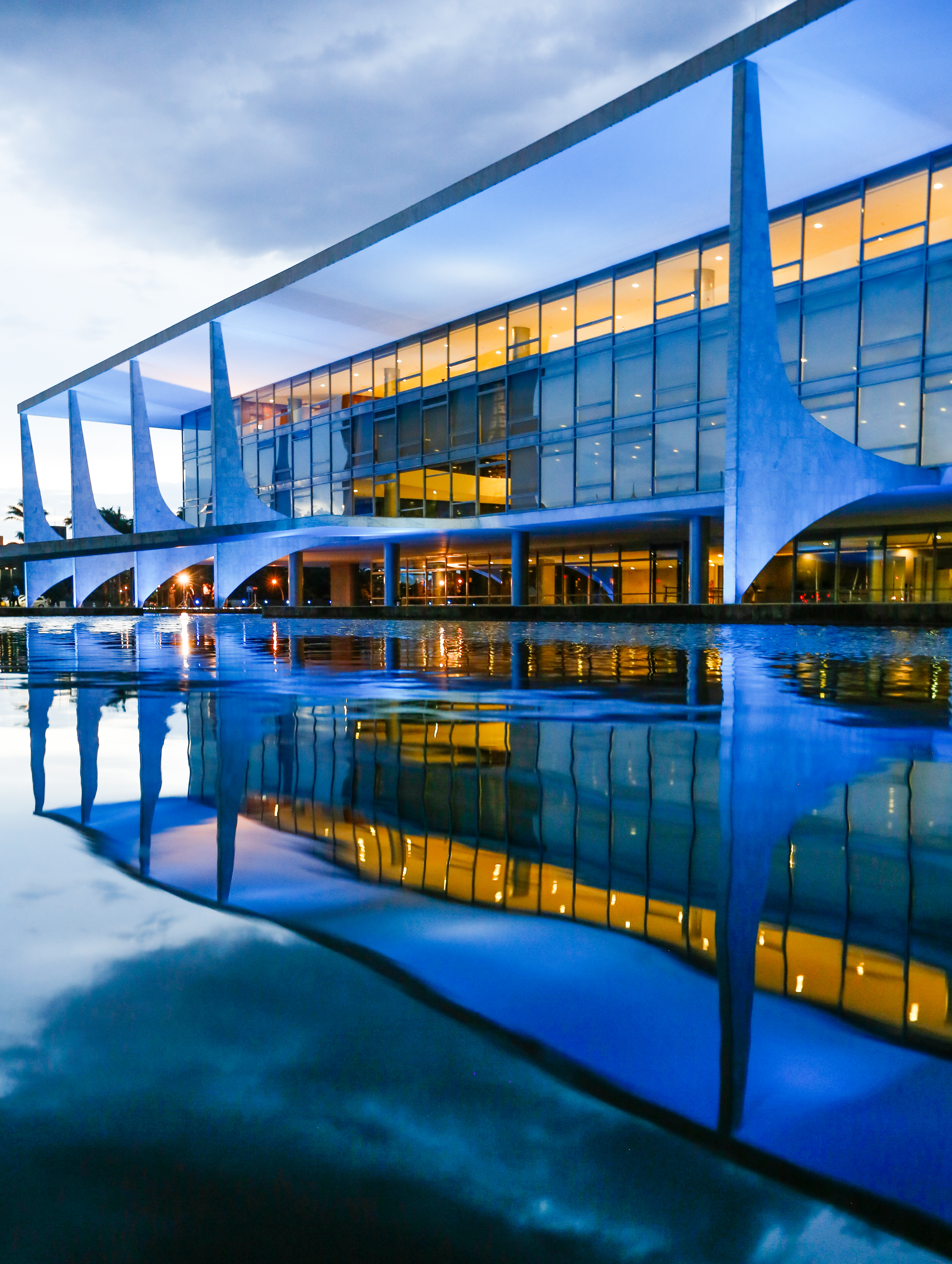
Palácio do Planalto iluminado de azul durante noviembre; Brasil, 2014.
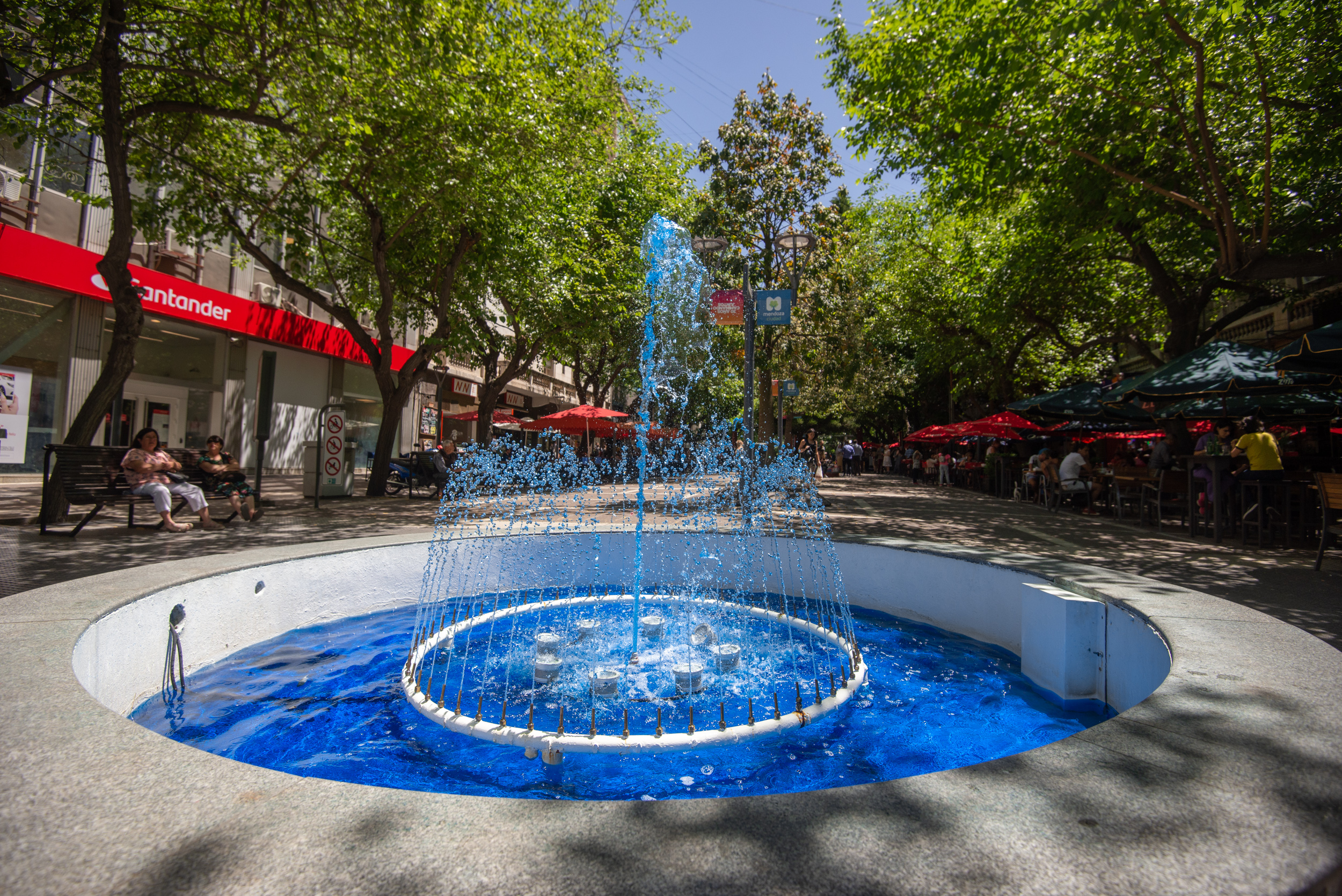
Fuente azul durante el día internacional del hombre en Mendoza, Argentina, 2019.